# Samuel Wanjiru
Samuel Kamau Wanjiru (Nyahururu, 1986. november 10. – Nyahururu, 2011. május 15.) kenyai hosszútávfutó, a maratonfutás 2008-as olimpiai bajnoka.

## Pályafutása
2003-ban Japánba költözött. 2005-től 2008-ig az 1992-es olimpia maratoni futásának ezüstérmese, Morisita Kóicsi edzette.
2005 augusztusában a brüsszeli IAAF Golden League versenyen junior világcsúcsot futott 10000 méteren, amivel a harmadik helyen ért célba. Ugyanebben az évben, 18 évesen megjavítja a félmaraton világcsúcsát a rotterdami félmaratonon. Ezt a rekordot már 2006. január 15-én megdöntötte az etióp futólegenda Haile Gebrselassie, de Samuel Wanjiru 2007 februárjában ezen előbb 2 másodpercet, majd márciusban újabb 20 másodpercet javított.
Maratoni futóversenyen először 2007 decemberében indult Fukuokában, amit új pályarekorddal megnyert. A következő évi Londoni maratonon 2:05:24-es idővel második lett, és ezzel az idejével ő lett minden idők ötödik legjobb maratoni idejének tulajdonosa. A Kenyai Atlétikai Szövetség Martin Lel és Luke Kibet mellett őt nevezte a 2008-as olimpia maratoni futására. Az olimpiát új olimpiai csúccsal nyerte, majdnem 3 percet javítva Carlos Lopes 1984-es játékokon elért idején. Ebben az évben őt választották Kenya legjobb sportolójának.

## Halála
2011. május 15-én, miután felesége egy másik nővel találta otthonuk hálószobájában, rájuk zárta az ajtót, és elhagyta a házat. Wanjiru ezután ugrott ki a hat méter magasan lévő erkélyről, és ennek következtében olyan súlyos sérülései keletkeztek, hogy kórházba szállítás közben elhunyt.